# Плисів Яр
Пли́сів Яр — ботанічний заказник місцевого значення в Україні. Розташований за 3 км на південь від села Овсюки Гребінківського району Полтавської області.
Площа 10 га. Створений згідно з рішенням Полтавської обласної ради від 27 жовтня 1994 року.
Статус надано для збереження ділянки природного яру правого схилу долини річки Суха Оржиця з типовою рослинністю лісостепової зони України.

## Галерея

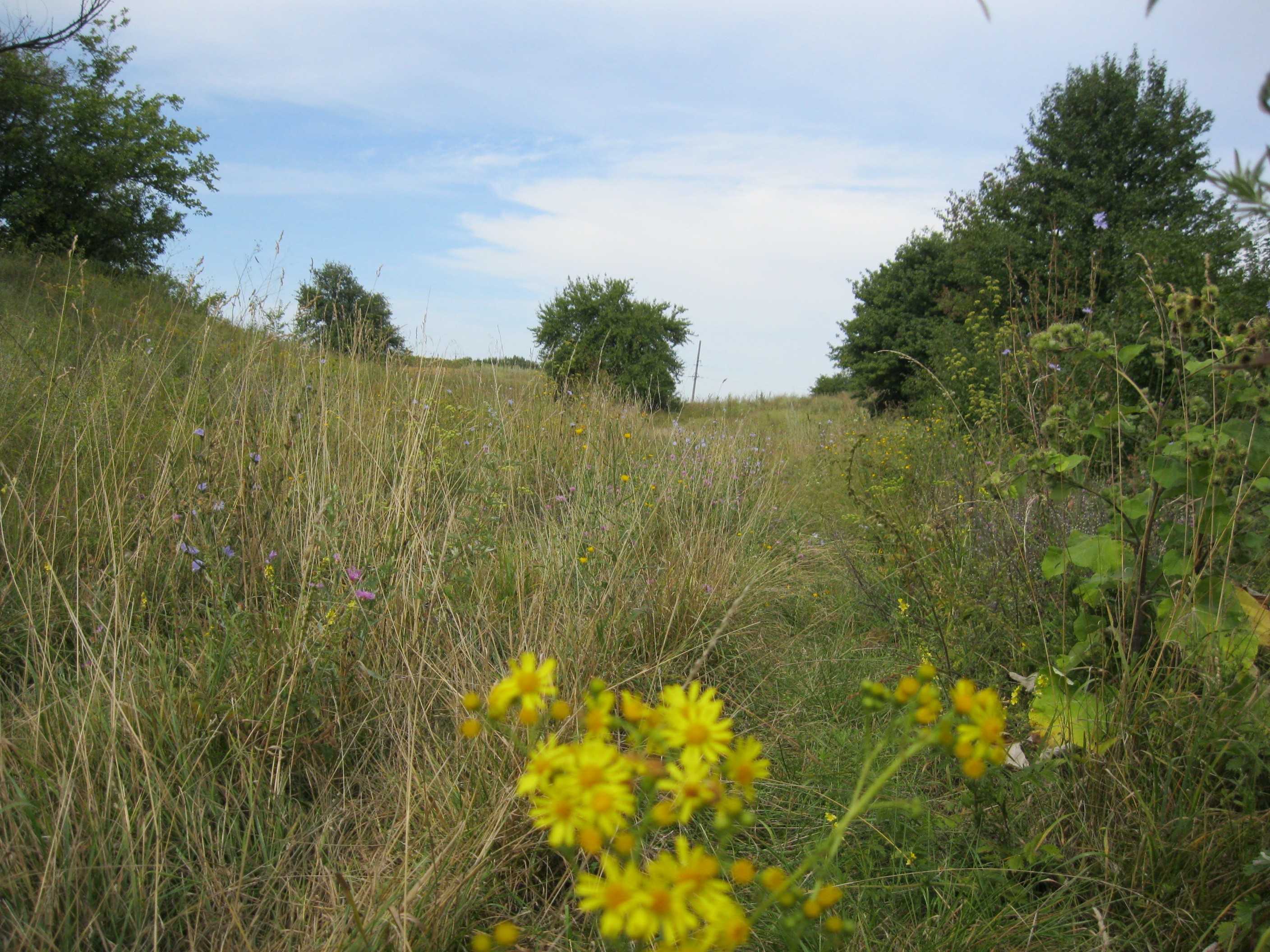
Різнотрав'я у Плисовім Яру
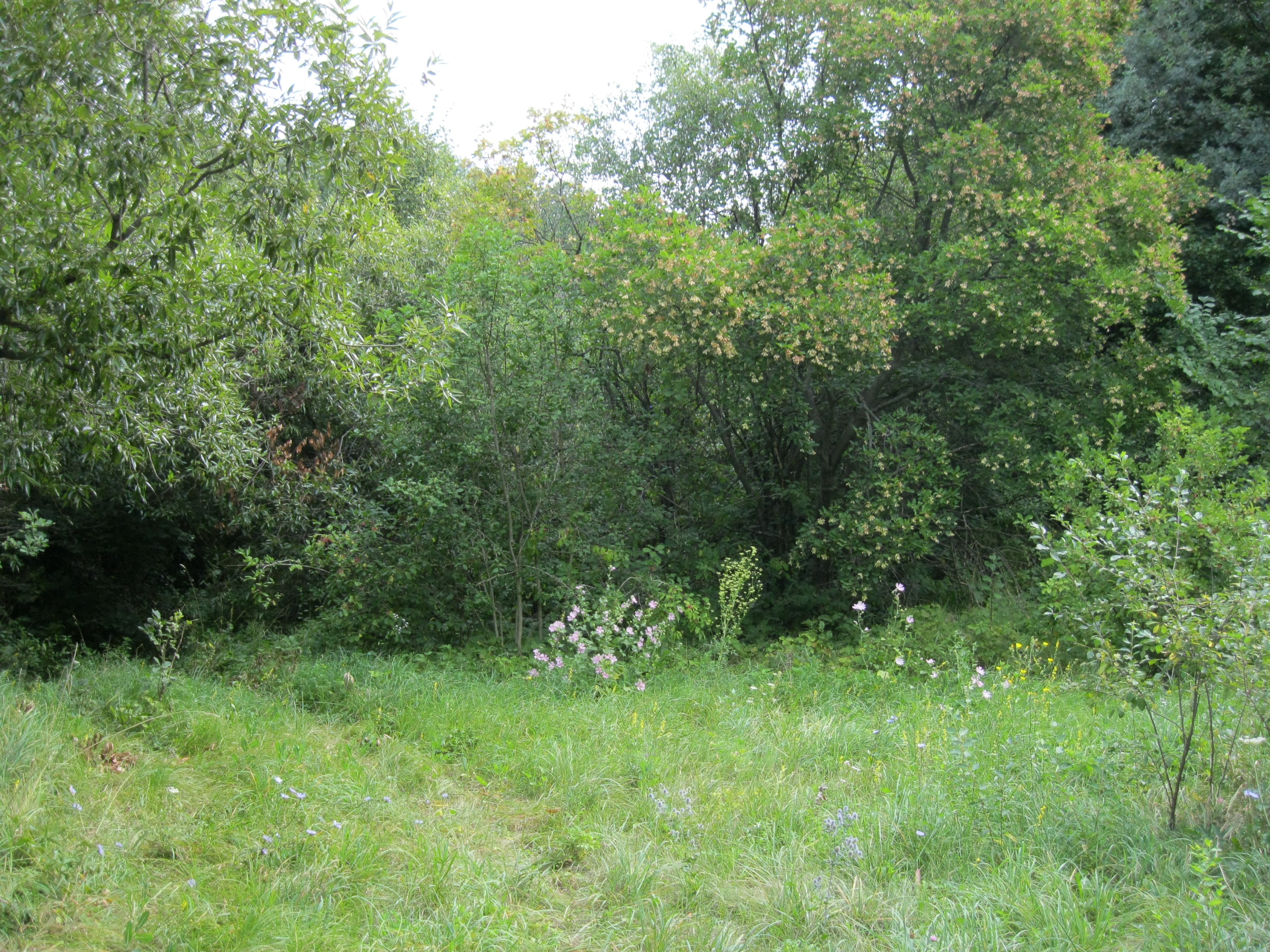
Плисів Яр. Цвітіння
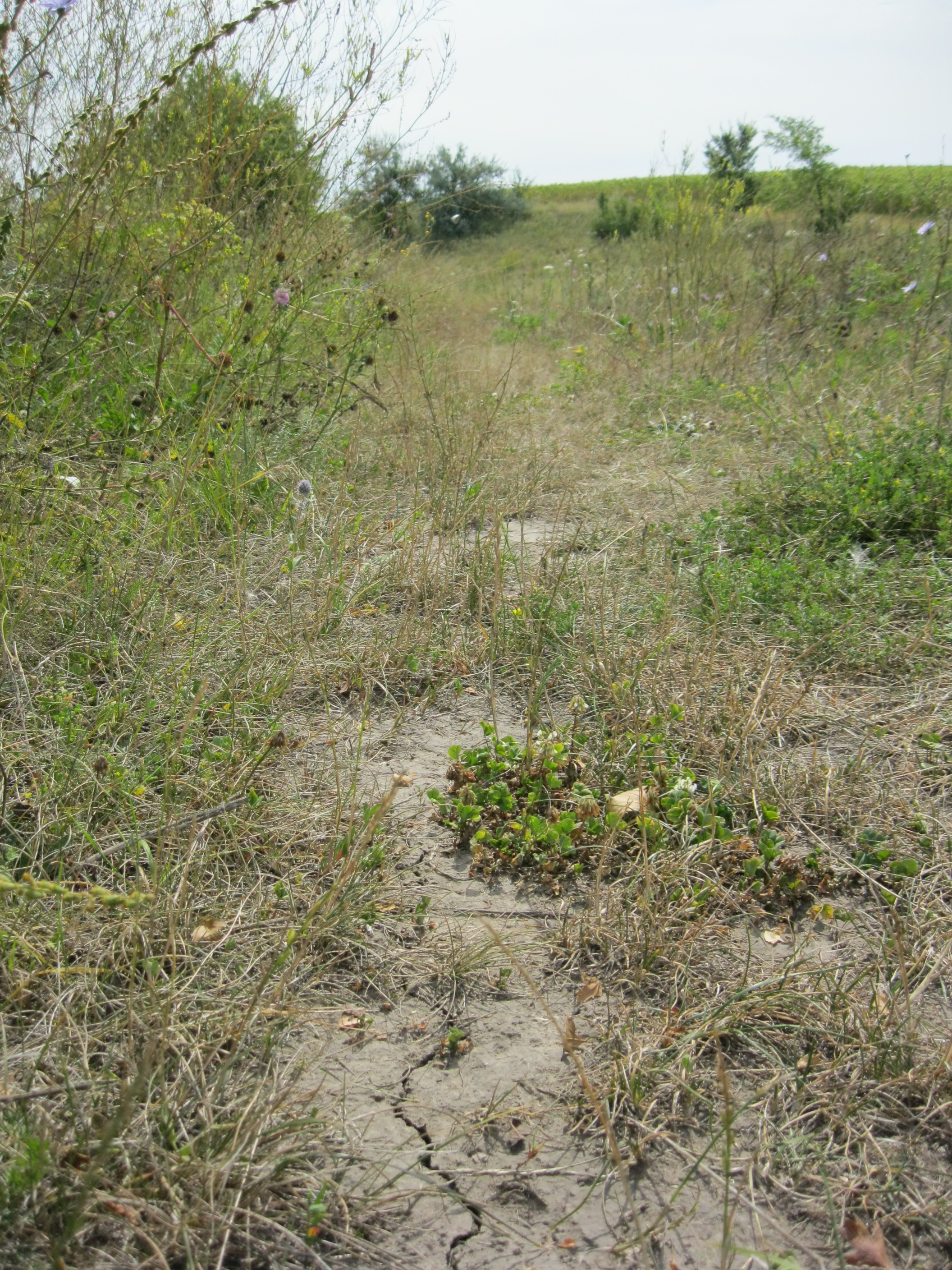
Шлях води
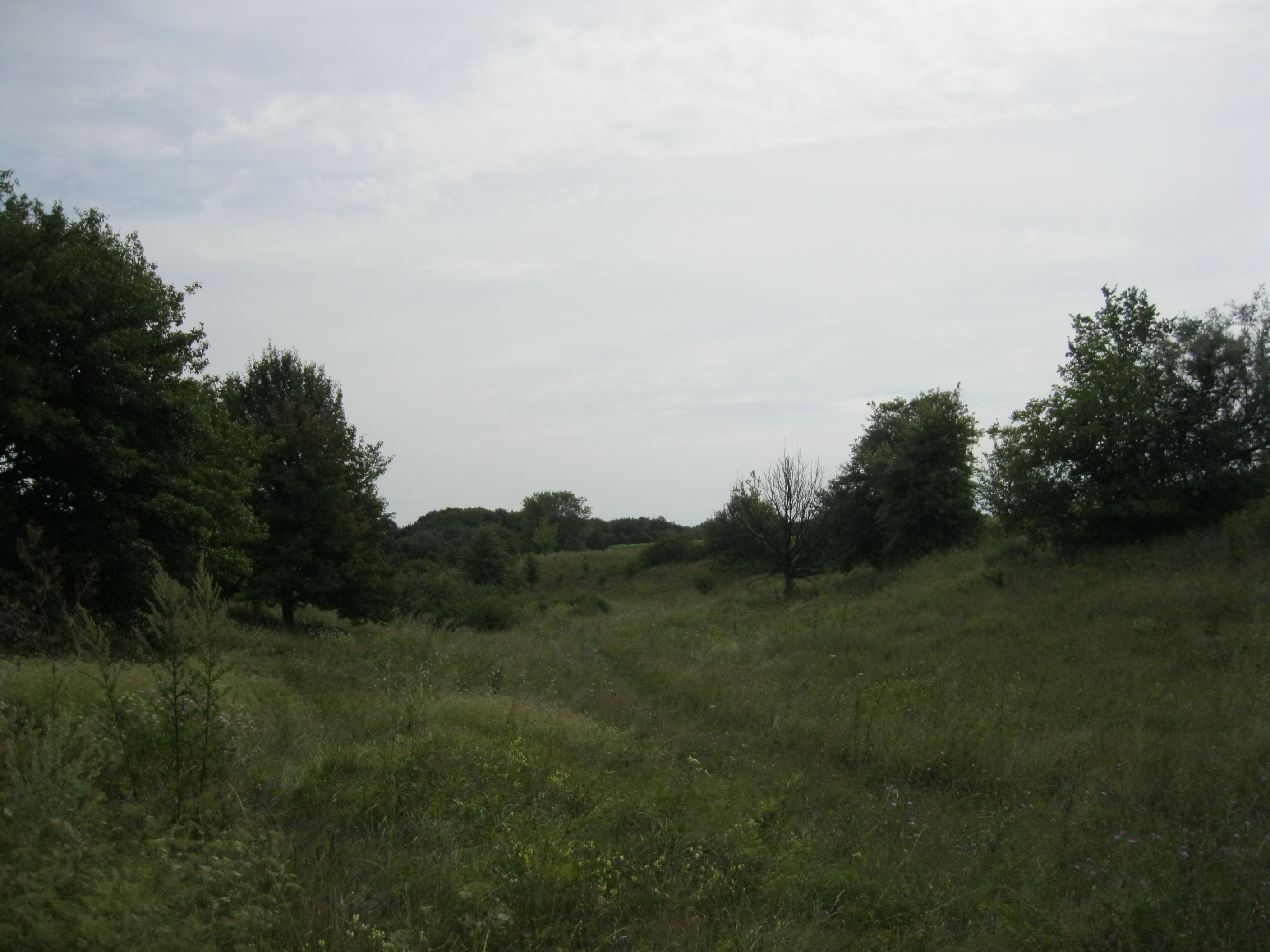
Стежина у яру